# رضا خزائل
رضا خزائل مورخ و جغرافی‌دان ایرانی بود.
او برای نگارش کتاب علوم اجتماعی در سال ۱۳۳۵ برندهٔ جایزه سلطنتی کتاب سال شد.

## آثار
- علوم اجتماعی (برای سال دوم دبیرستانها)
- جغرافیا (برای سال دوم دبیرستانها) شامل جغرافیای سیاسی ایران و جغرافیای آسیا و افریقا
- جغرافیای مفصل اقتصادی کشورهای ممالک متحده آمریکا، اتحاد جماهیر شوروی، ایتالیا، لهستان ، ژاپن
- جغرافی ۱ (دوره عمومی آموزش بزرگسالان)
- اطل‍س ج‍ی‍ب‍ی ش‍ام‍ل: اطلاع‍ات ع‍م‍وم‍ی ج‍غ‍راف‍ی‍ا و ج‍غ‍راف‍ی‍ای ج‍دی‍د طب‍ی‍ع‍ی و ان‍س‍ان‍ی ک‍ش‍وره‍ای ب‍ا ۲۶ ن‍ق‍ش‍ه
- تع‍ل‍ی‍م‍ات اج‍ت‍م‍اع‍ی ب‍رای س‍ال چ‍ه‍ارم
- تاریخ (کتاب‌های درسی)